# Deborah Lynn Scott
Deborah Lynn Scott (ur. 1954) – amerykańska kostiumograf.

## Filmografia
- 1985: Powrót do przyszłości
- 1991: W obronie życia
- 1997: Titanic
- 2010: Miłość i inne używki
- 2013: All Quiet on the Western Front

## Nagrody i nominacje
Została uhonorowana Oscarem i nagrodą Satelity. Otrzymała nominację do nagrody CDG, nagrody BAFTA, nagrody Satelity i dwukrotnie do nagrody Saturna.